# Hörby köping
Denna artikel handlar om den tidigare kommunen Hörby köping. För orten se Hörby, för dagens kommun, se Hörby kommun.
Hörby köping var en tidigare kommun i Malmöhus län.

## Administrativ historik
Hörby köping bildades den 1 januari 1900 genom en utbrytning av Hörby municipalsamhälle (som funnits där sedan den 20 december 1894) ur Hörby landskommun.
Den 1 januari 1937 överflyttades till köpingen ett område med 989 invånare från Hörby landskommun.
Den 1 januari 1958 överflyttades till köpingen ett område med 9 invånare från Hörby församling i Östra Frosta landskommun.
Den 1 januari 1965 överflyttades till köpingen ett obebott område från Hörby församling i Östra Frosta landskommun.
År 1969 inkorporerades Långaröds och Östra Frosta landskommuner och 1971 ombildades köpingen till Hörby kommun.
Köpingen hörde till Hörby församling.

## Köpingsvapnet
Blasonering: Sköld delad i rött och silver, i övre fältet en våg upphängd på spetsen av ett svärd, båda av silver, i nedre fältet ett rött andreaskors.
Den övre bilden, vågskålen, är symbol för rättvisan och syftar på att Hörby från 1600-talet varit tingsplats i Frosta härad, medan den undre, andreaskorset, om skärningspunkten för vägar och ortens betydelse som vägknut. Vapnet fastställdes för köpingen 1949 och registrerades i PRV 1974.

## Geografi
Hörby köping omfattade den 1 januari 1952 en areal av 4,68 km², varav 4,65 km² land.

### Tätorter i köpingen 1960
I Hörby köping fanns tätorten Hörby, som hade 3 483 invånare den 1 november 1960. Tätortsgraden i köpingen var då 97,7 procent.

## Befolkningsutveckling
| Befolkningsutvecklingen i Hörby köping 1900–1970 | Befolkningsutvecklingen i Hörby köping 1900–1970 | Befolkningsutvecklingen i Hörby köping 1900–1970 | Befolkningsutvecklingen i Hörby köping 1900–1970 | Befolkningsutvecklingen i Hörby köping 1900–1970 |
| --- | ------------------------------------------------ | ------------------------------------------------ | ------------------------------------------------ | ------------------------------------------------ |
| |                                                  |                                                  |                                                  |                                                  |
| År |                                                  |                                                  | Invånare                                         |                                                  |
| 1900 | 1900                                             |                                                  | 1 350                                            | 1 350                                            |
| 1905 | 1905                                             |                                                  | 1 397                                            | 1 397                                            |
| 1910 | 1910                                             |                                                  | 1 475                                            | 1 475                                            |
| 1915 | 1915                                             |                                                  | 1 429                                            | 1 429                                            |
| 1920 | 1920                                             |                                                  | 1 526                                            | 1 526                                            |
| 1925 | 1925                                             |                                                  | 1 561                                            | 1 561                                            |
| 1930 | 1930                                             |                                                  | 1 609                                            | 1 609                                            |
| 1935 | 1935                                             |                                                  | 1 667                                            | 1 667                                            |
| 1940 | 1940                                             |                                                  | 2 723                                            | 2 723                                            |
| 1945 | 1945                                             |                                                  | 2 784                                            | 2 784                                            |
| 1950 | 1950                                             |                                                  | 2 991                                            | 2 991                                            |
| 1955 | 1955                                             |                                                  | 3 329                                            | 3 329                                            |
| 1960 | 1960                                             |                                                  | 3 539                                            | 3 539                                            |
| 1965 | 1965                                             |                                                  | 3 630                                            | 3 630                                            |
| 1970 | 1970                                             |                                                  | 9 795                                            | 9 795                                            |
| Källa: SCB - Befolkning 1851 - 1910, SCB - Folkmängd inom administrativa områden 1910-1961 och Folkmängd 31 dec 1950-1975 i län, kommuner och församlingar enligt kommunindelningen 1 jan 1976. |                                                  |                                                  |                                                  |                                                  |

## Politik

### Mandatfördelning i valen 1938-1968
| 9 |  | 2 |  | 8 | 4 |

| 25 |

| 11 |  | 10 | 3 |

| 22 |

| 8 | 17 |

| 23 |

| 11 | 12 | 2 |

| 23 |

| 11 | 10 | 4 |

| 23 |

| 10 | 4 |  | 10 |

| 23 |

| 11 | 2 | 9 | 3 |

| 24 |

| 11 | 2 | 8 |  | 3 |

| 22 |

| 12 | 13 | 10 |  | 4 |

| 37 |